# 訓蒙字会
訓蒙字会（くんもうじかい）は、崔世珍が嘉靖6年（1527年）に著した、朝鮮の漢字学習書。3600の漢字にハングルで音と義を示したもので、朝鮮漢字音の重要な資料である。

## 内容
『訓蒙字会』は1冊で、上中下3巻からなっている。漢字の並べかたは『千字文』と同様「天地霄壌、乾坤宇宙。日月星辰、陰陽節候。」のように4字1句になっているが、漢字を「天文・地理・花品・草卉・樹木」のように意味ごとにわけて、同類の字をまとめて羅列しているところに特徴がある。
序によれば、崔世珍は従来の漢字学習書であった『千字文』や『類合』が不適当であると考え、子供にはもっと具体的な物の名前をまず憶えさせるべきだと主張した。そして漢字を具体的な物を表す「実字」と抽象的概念を表す「虚字」に分け、上・中巻で実字を、下巻で虚字を教えることにした。
各字には朝鮮語による意味と漢字の読みがハングルでつけられている。たとえば「天」には「하ᄂᆞᆯ텬 ハナルテョン」（傍点は省略。現代語なら「하늘천 ハヌルチョン」）と記されている。ここで「하ᄂᆞᆯ ハナル」（そら）が意味、「텬 テョン」が音である。
漢字音は15世紀の『東国正韻』式の人工的に作られた音ではなく、古くから伝承された漢字音（伝来漢字音）にしたがっており、このため朝鮮漢字音の歴史を研究する上の最大の資料となっている。
凡例に「諺文字母」についての簡単な説明があるが、『訓民正音』のそれとは配列が大きく異なっている。まず初声（音節頭子音）については音節末子音としても現れる「初声終声通用」の8字を並べ、ついで終声にならない「初声独用」8字を並べている。次に中声11字を並べ、それから初声と中声を並べた例、初声・中声・終声を並べた例を示している。最後に高低アクセントを表すための傍点の説明がある。『訓民正音』の28字母のうち「ᅙ」は存在せず、また初声の ᅌ （/ŋ/）と ᄋ（ゼロ）が実際には区別されないことも述べている。現代のハングルの字母名称や順序は『訓蒙字会』のものを元にしている。

## テキスト
日本に古いテキストが多く存するが、李基文の研究によると、叡山文庫（延暦寺）に収める活字本が現存のものでは最古で、原刊本と見られる。他の本とは違い、漢字の並べ方が1行4字になっていない。東京大学総合図書館のものは木版本で、叡山文庫のものにくらべて誤りが少なく、崔世珍自身による改訂重刊版である。ほかにもいくつかのテキストがあるが、東京大学総合図書館のものより新しいと見られる。